# Ministry of Defence Main Building
Le Ministry of Defence Main Building ou MOD Building, également connu sous le nom de MOD Whitehall ou à l'origine sous le nom de Whitehall Gardens Building, est un immeuble de bureaux gouvernemental classé Grade I situé sur Whitehall à Londres. Le bâtiment a été conçu par E. Vincent Harris en 1915 et construit entre 1939 et 1959 sur le site du Palais de Whitehall. Il a d'abord été occupé par le Ministère de l'Air et la Commission du Commerce avant de devenir en 1964 le siège actuel du Ministère britannique de la Défense. 
Dans les années 1990 le gigantesque bâtiment devint de plus en plus cher à entretenir. Une rénovation majeure a été entreprise entre 2000 et 2004 grâce à un contrat de partenariat public-privé.

## Emplacement

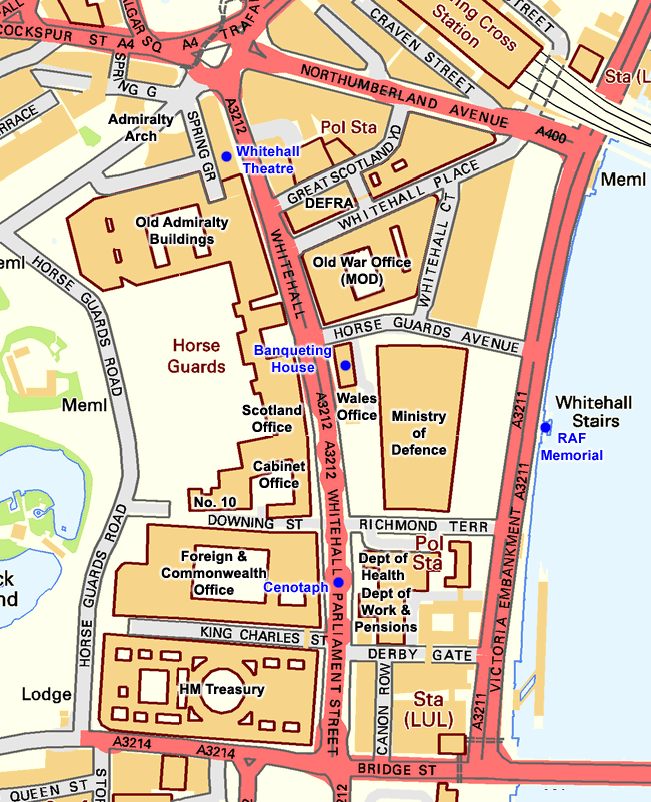
Carte de Whitehall montrant le bâtiment MOD par rapport à d'autres bâtiments gouvernementaux et à la Tamise.

Comprenant un site de 3 hectares, le bâtiment est situé sur Whitehall dans la Cité de Westminster, au centre de Londres. Whitehall est bordée de nombreux ministères et bureaux du gouvernement et est proche des Chambres du Parlement. 
Whitehall est situé à l'ouest. Entre Whitehall et le MOD Building se trouve la Maison des banquets qui est le seul élément restant de l'ancien palais de Whitehall. Au nord se trouve Horse Guards Avenue (en). La rue abrite Whitehall Court et également l'ancien immeuble du Bureau de la Guerre qui était autrefois des bureaux du gouvernement, mais qui est maintenant destiné à être converti en hôtel après avoir été vendu à des développeurs en 2016. Le bâtiment est séparé de Victoria Embankment et de la Tamise à l'est par des jardins publics appelés Whitehall Gardens. Richmond Terrace (en) est au sud et est maintenant utilisé comme parking privé, bien qu'une route piétonne publique soit maintenue. Adjacent à Richmond Terrace se trouve le Curtis Green Building, le siège du Metropolitan Police Service depuis novembre 2016 et autrement connu sous le nom de New Scotland Yard. Le ministère de la Santé occupe le bâtiment voisin, Richmond House (en). 
Le bâtiment est situé dans la zone de conservation de Whitehall et a été identifié par le conseil municipal de Westminster comme un bâtiment historique dans le cadre de sa vérification de 2003 de la zone de conservation . 

## Conception et construction
En 1909, il a été décidé de construire un nouvel édifice gouvernemental important sur le site de Whitehall Gardens, principalement destiné à la Chambre de commerce. L'architecte E. Vincent Harris a remporté un concours national en 1915 pour concevoir le bâtiment. Il a été proposé que le site sélectionné s'étende sur Whitehall Gardens et également sur un terrain adjacent à Victoria Embankment ; cependant, l'opposition à cette idée a conduit la ligne de construction sud ne dépassant pas celle des bâtiments voisins de Whitehall Court et du National Liberal Club au nord. Cela a entraîné une réduction de la surface au sol proposée d'environ 930 m². En raison du déclenchement de la Première Guerre mondiale, le début des travaux a été retardé . 
En 1933, le Bureau des Travaux a émis un besoin pour un bâtiment beaucoup plus grand et Harris a de nouveau été choisi comme architecte. Le bâtiment devait être d'un seul bloc et de style néoclassique, avec façades en pierre de Portland, d'environ 39 mètres de haut et 173 m de long. Il devait être formé de quatre blocs internes de dix étages entourant trois cours intérieures, les deux élévations principales faisant face à Whitehall et au Victoria Embankment . 
Les travaux ont de nouveau été retardés en raison de la dépression économique entre les deux guerres. Cependant, l'activité a commencé sur le site en 1938 lorsque les maisons de ville de Whitehall Gardens ont été démolies. Cinq salles de Pembroke House, Cromwell House et Cadogan House ont été démantelées et incorporées dans le bâtiment comme salles de conférence. Les chambres sont maintenant connues sous le nom de «chambres historiques» et sont situées aux troisième et quatrième étages (voir la section Chambres historiques ) . 

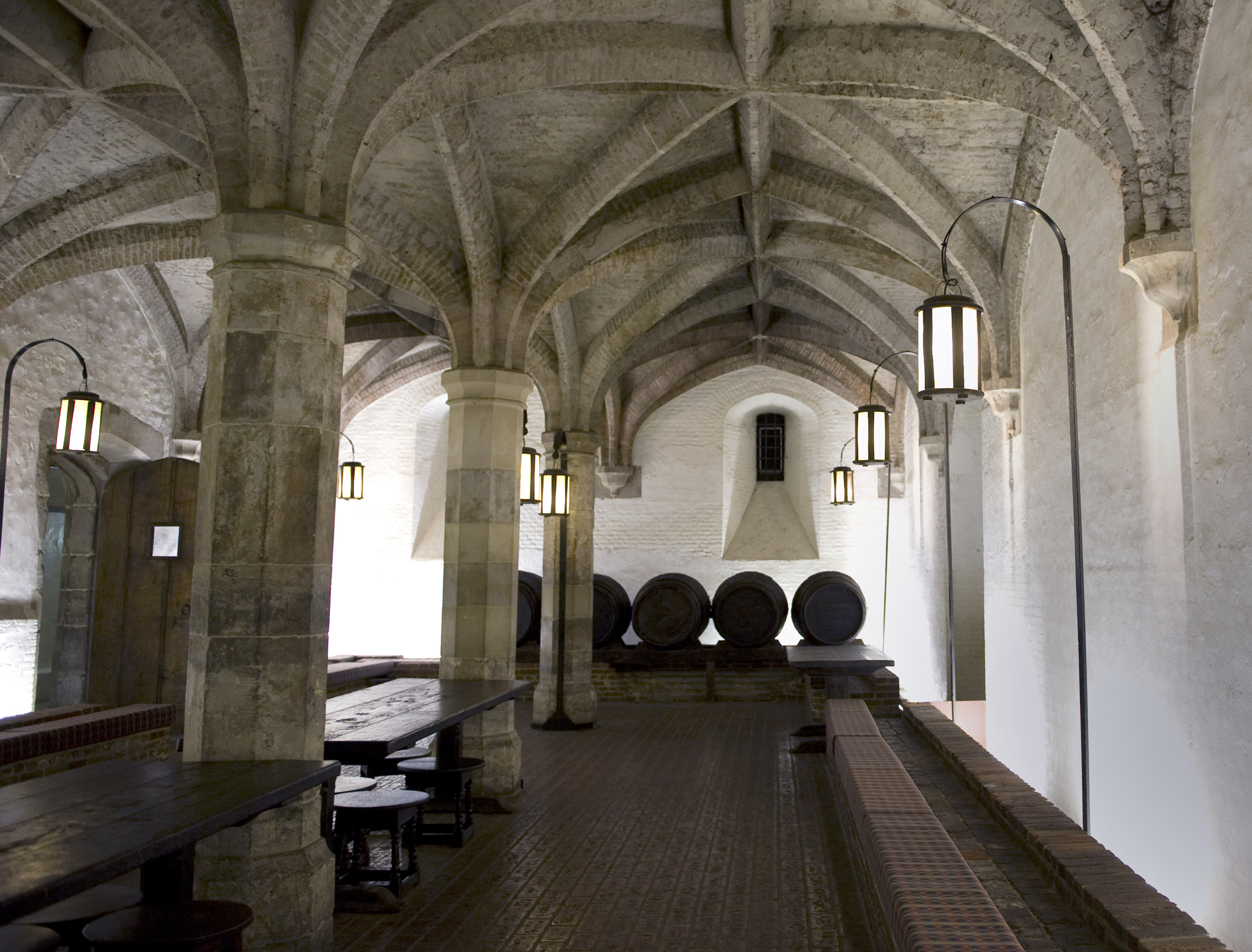
Cave à vin d'Henri VIII sous le bâtiment principal.

Les progrès de la construction du bâtiment ont été de courte durée car les travaux se sont largement arrêtés lors du déclenchement de la Seconde Guerre mondiale en 1939 . Les travaux ont repris à la fin des hostilités et en 1949, le cellier à vin a été enfermé par l'entrepreneur, Trollope & Colls, dans des couches protectrices de béton, d'acier et de brique et placés sur des coussins en acajou, des rails de chariot et des rouleaux en acier  . 

## Ouverture et utilisation opérationnelle

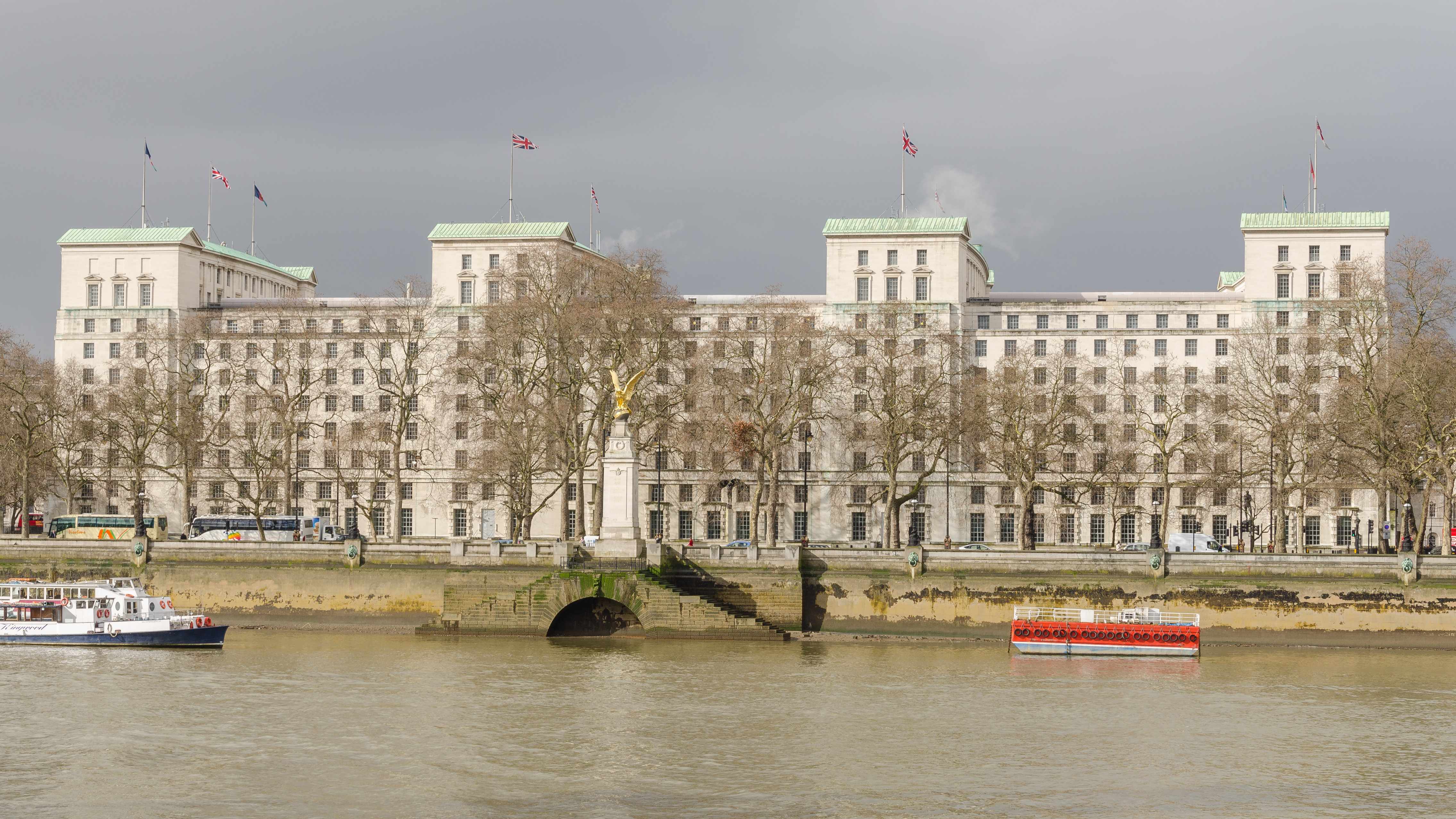
L'élévation est du bâtiment avec la Tamise au premier plan.

En 1951, l'extrémité nord du bâtiment était prête à être occupée par la Chambre de commerce. Le ministère de l'Air a occupé la partie sud du bâtiment lorsqu'il a été achevé en 1959 . 
Le Whitehall Gardens Building, comme on l'appelait lors de son ouverture, fut la dernière œuvre majeure de Harris et le dernier édifice gouvernemental de style néoclassique important. L'édition de septembre 1951 de Building a fait l'éloge du nouveau bâtiment; cependant, il est devenu connu comme le «monstre de Whitehall» et a été décrit par l'historien de l'architecture Nikolaus Pevsner comme un «monument fatigué»  . 
En 1964, l'ancienne incarnation du ministère de la Défense, de l'Amirauté, du War Office et du ministère de l'Air, ont tous été regroupés pour former le ministère de la Défense moderne. Cette décision a entraîné la nécessité d'un seul grand bâtiment pour accueillir le personnel du nouveau ministère et le Whitehall Gardens Building a été identifié comme l'option privilégiée, le Board of Trade devant s'installer dans le quartier Victoria de Londres . Une courte liste de noms pour le nouveau siège social comprenait "The Mall", "Whitehall Building" et, le gagnant final, "Main Building". 
Le 14 janvier 1970, le bâtiment a été classé au grade I par English Heritage comme un bâtiment d'un intérêt exceptionnel. 

## Réaménagement

### Contrat

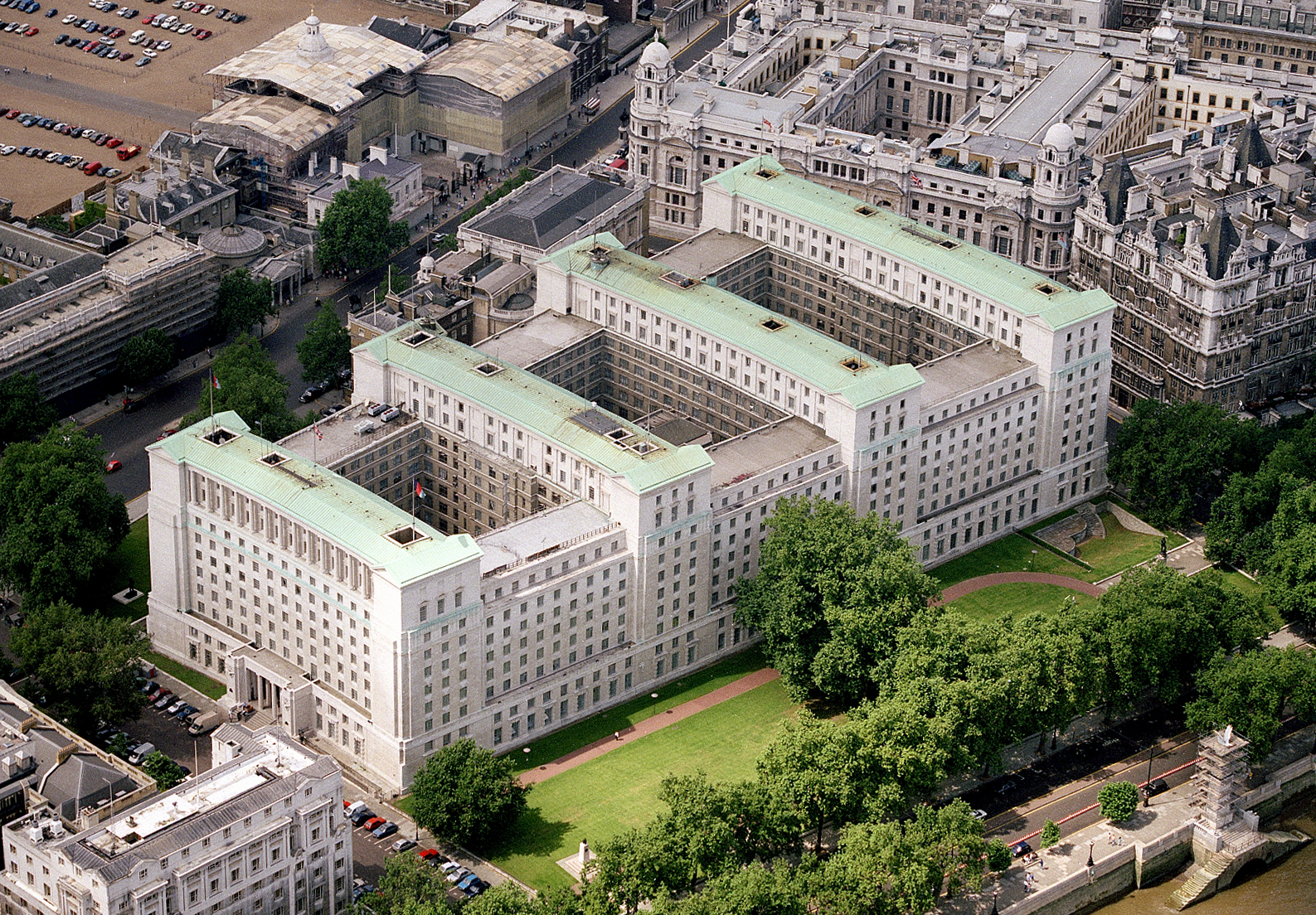
Bâtiment principal MOD avant le réaménagement. Notez les trois cours intérieures qui n'étaient pas encore couvertes.

Dès 1990, le MOD a reconnu que l'état du bâtiment principal n'était plus adapté aux exigences commerciales modernes. L'entretien était devenu coûteux et inefficace et le bâtiment ne répondait plus aux normes de sécurité modernes. Dans le même temps, le MOD cherchait à réduire le nombre de son personnel à Londres afin de pouvoir réaliser des économies en réduisant le nombre de bâtiments qu'il occupait. La décision a donc été prise de réaménager le bâtiment principal et un contrat d'initiative de financement privé (IFP) de 30 ans pour le réaménagement et la maintenance continue et la gestion des installations du bâtiment a été attribué en mai 2000. Le contrat comprenait également la rénovation, l'entretien et le fonctionnement de trois bureaux du centre de Londres MOD (Northumberland House, Metropole Building et St Giles 'Court) pour héberger temporairement le personnel du bâtiment principal pendant le réaménagement . Les dépenses d'investissement impliquées étaient de 531 millions de livres sterling . 
La capacité du bâtiment a été augmentée par le réaménagement de 2 800 à 3 300 employés. Cela a permis au MOD de disposer de cinq bâtiments dans le centre de Londres, à savoir Northumberland House, le Metropole Building, Great Scotland Yard, St. Giles Court et St Christopher House . 
Le bâtiment a été restitué au Ministère en juillet 2004 et la réoccupation par 3 150 personnes a été achevée en septembre 2004, deux mois avant la date prévue . 

### Controverse

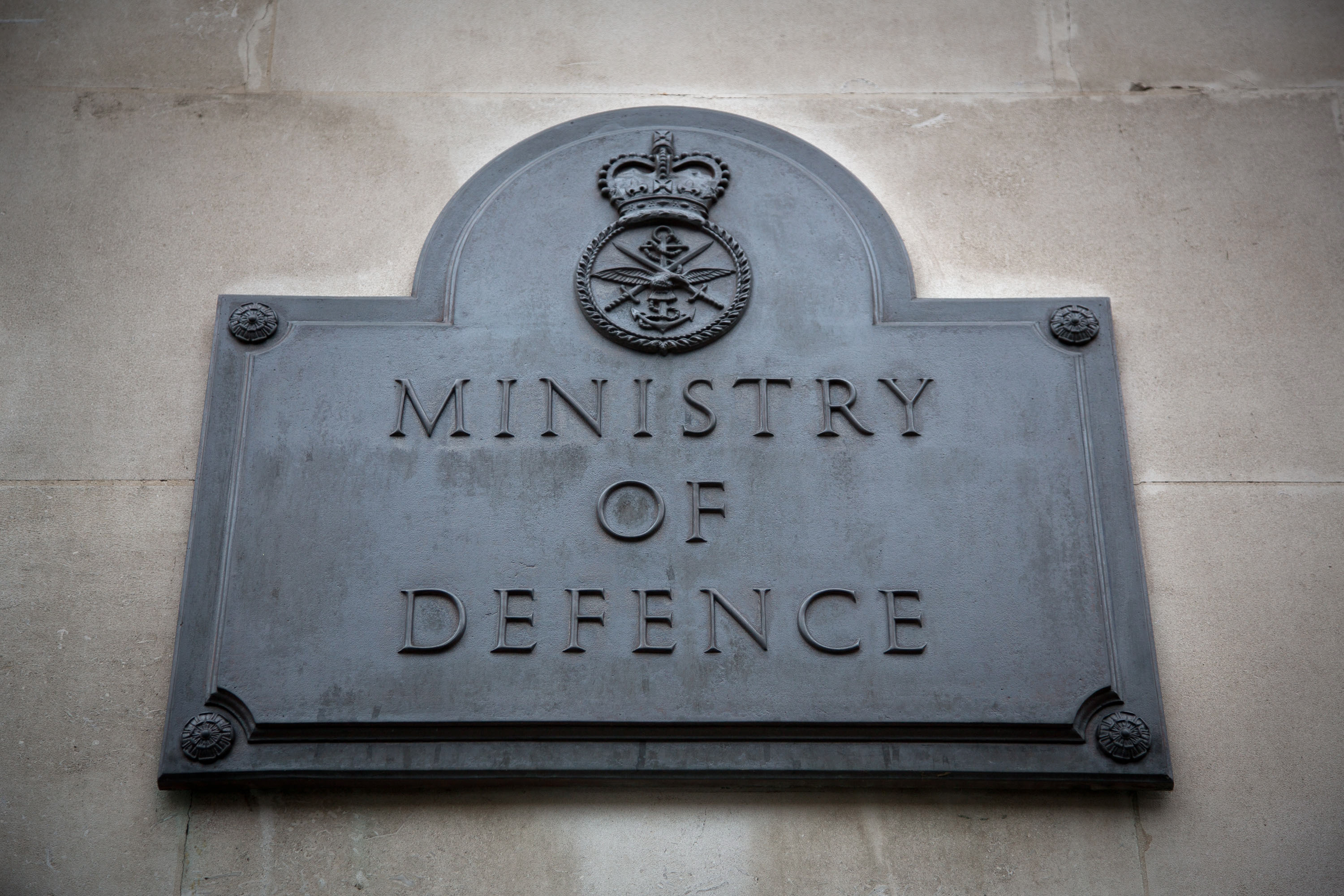
La plaque du ministère de la Défense devant la porte sud du bâtiment principal.

Un rapport du Comité des comptes publics de la Chambre des communes en janvier 2003 a critiqué le choix du PFI par le MOD par rapport à d'autres formes de passation de marchés et a estimé qu'il n'y avait aucune garantie que le contrat, évalué à 2,4 milliards de livres sterling sur toute sa durée, offrirait un bon rapport qualité-prix. Le rapport a également critiqué le MOD pour les retards dans la conclusion du contrat final, ce qui a entraîné une augmentation des coûts et une mauvaise planification, ce qui a nécessité un accord distinct pour accueillir 500 employés supplémentaires à Londres ,.

## Caractéristiques architecturales

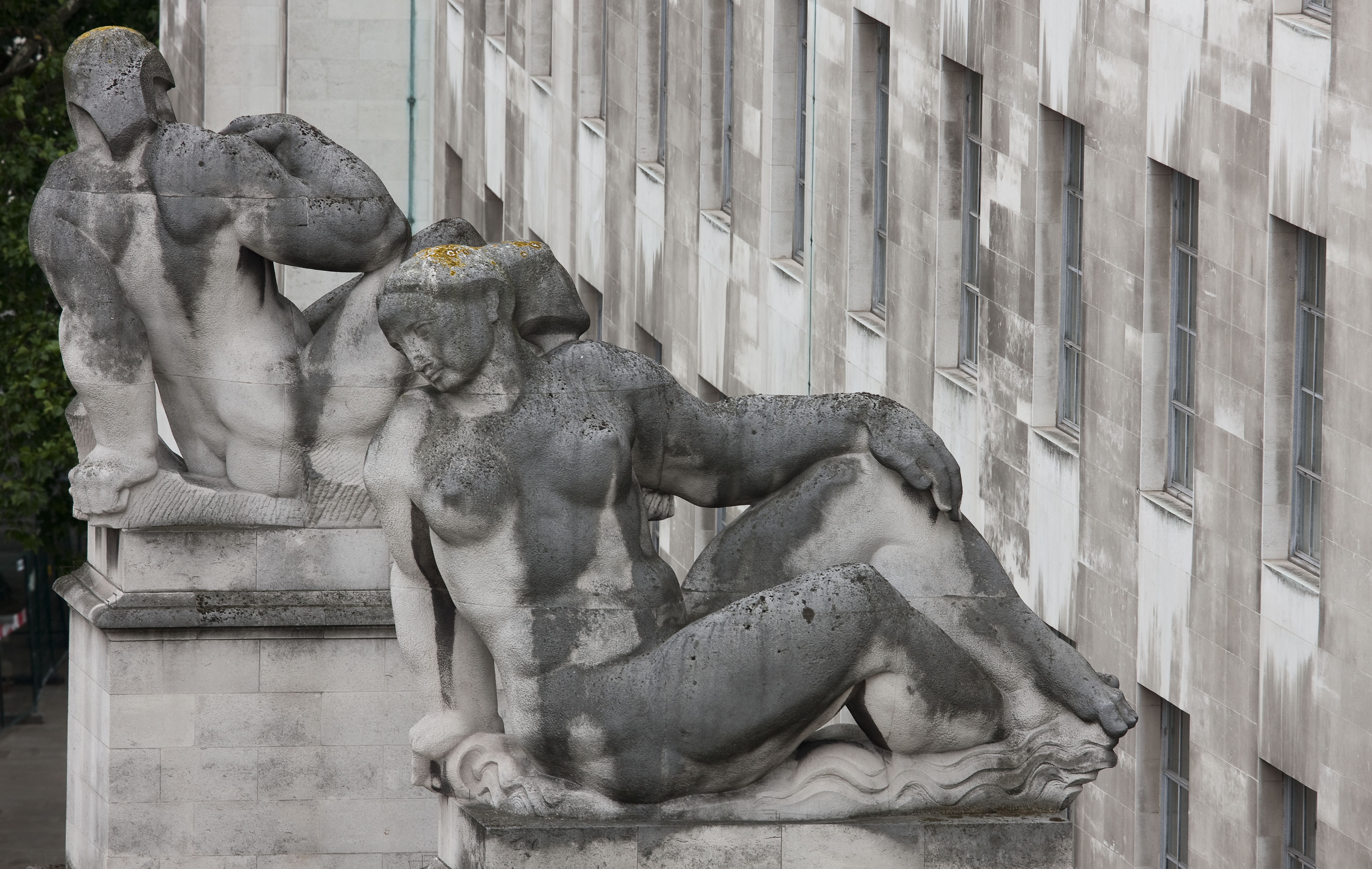
Terre et Eau, situé à l'entrée nord.

### Salles historiques
Cinq salles de bâtiments qui se trouvaient auparavant sur le site ont été démantelées et incorporées dans le bâtiment en tant que salles de conférence lors de la construction du bâtiment. Elles sont maintenant connues sous le nom de "salles historiques" . 
- La salle historique n° 13 date d'environ 1757 et était une salle de réception de la maison Pembroke. Elle présente un plafond décoratif en plâtre avec corniche modillon.
- La salle historique n° 24 date de 1757 et faisait également partie de la maison Pembroke. Elle est similaire à la pièce n ° 13, mais a une alcôve élaborée en face d'une fenêtre en baie en trois parties avec des portes décoratives de chaque côté dans un cadre de colonnes ioniques cannelées reposant sur des piédestaux. Il y a un plafond décoratif en plâtre avec la conception de toile d'araignée et la corniche modillon et un panneau de volet de fenêtre orné d'arabesques sculptés.
- La salle historique n° 25 est l'ancienne salle à manger de la maison Pembroke. Elle date de 1773 et a été conçue par Sir William Chambers et comprend un plafond en plâtre décoré et une cheminée élaborée conçue par William Kent, qui proviendrait de Cadogan House.
- La salle historique n° 27 est l'ancien salon de la maison Pembroke et date de 1760. Il a également été conçu par Sir William Chambers et dispose d'un plafond en plâtre compartimenté de style palladien élaboré et d'une porte corinthienne à colonnes et à frontons avec des détails sculptés.
- La salle historique n° 79 faisait autrefois partie de la maison Cromwell et date d'environ 1722. C'est une pièce entièrement lambrissée avec une corniche de modillons décorée, le mur nord avec un panneau central d'architrave sculpté élaboré, le mur est a une arcade pilastrique en trois parties autrefois ouverte et une cheminée en pin sculpté orné. Il y a des consoles  sculptées de têtes d'aigle et d'un dessus-de-porte à fronton.